# Mario Beccia
Mario Beccia (Troia, 16 augustus 1955) is een voormalig Italiaanse wielrenner. Beccia was beroepsrenner van 1977 tot 1988 in verschillende (Italiaanse) ploegen. Hij kon het best uit de voeten op een selectief parcours. Zijn grootste successen behaalde hij begin jaren 80 toen hij de Tour de Suisse en de Waalse Pijl wist te winnen. In de Giro d'Italia behaalde hij enkele malen een top-10 positie. Vanaf 2006 is Beccia ploegleider bij het Oostenrijkse Team Vorarlberg.

## Belangrijkste overwinningen
1977
- 5e etappe Ronde van Italië
- Ronde van Emilia

1980
- 8e etappe Ronde van Zwitserland
- Eindklassement Ronde van Zwitserland

1982
- Waalse Pijl

1983
- 3e etappe Ronde van Romandië

1984
- Milaan-Vignola
- 3e etappe Tirreno-Adriatico

## Resultaten in voornaamste wedstrijden
| Jaar | Ronde van Italië | Ronde van Frankrijk | Ronde van Spanje |
| ---- | ---------------- | ------------------- | ---------------- |
| 1977 | 9e (1)           |                     |                  |
| 1978 |                  |                     |                  |
| 1979 | 6e (1)           |                     |                  |
| 1980 | 6e               |                     |                  |
| 1981 | 12e (1)          |                     |                  |
| 1982 | 7e               | 33e                 |                  |
| 1983 | 4e (1)           |                     |                  |
| 1984 | 9e               |                     |                  |
| 1985 | 12e              |                     |                  |
| 1986 | 31e              | opgave              |                  |
| 1987 | 17e              |                     |                  |

| Jaar | Milaan-San Remo | Luik-Bast.‑Luik | Ronde van Lombardije | Waalse Pijl |  | WK op de weg |  | Wereldranglijsten |
| ---- | --------------- | --------------- | -------------------- | ----------- |  | ------------ |  | ----------------- |
| 1977 | 70e             |                 |                      | 37e         |  |              |  |                   |
| 1978 | 26e             |                 |                      |             |  | 19e          |  |                   |
| 1979 | 10e             |                 | 11e                  |             |  |              |  | 36e (SPP)         |
| 1980 |                 |                 | 10e                  |             |  |              |  | 18e (SPP)         |
| 1981 |                 |                 |                      |             |  |              |  |                   |
| 1982 |                 |                 |                      | ↑           |  |              |  | 18e (SPP)         |
| 1983 | 38e             |                 |                      |             |  |              |  |                   |
| 1984 |                 | 20e             |                      | 11e         |  |              |  |                   |
| 1985 |                 | 8e              | 10e                  | 7e          |  |              |  |                   |
| 1986 | ↑               | 51e             |                      |             |  |              |  |                   |
| 1987 | 19e             |                 |                      |             |  |              |  |                   |